# فنون تعبيرية

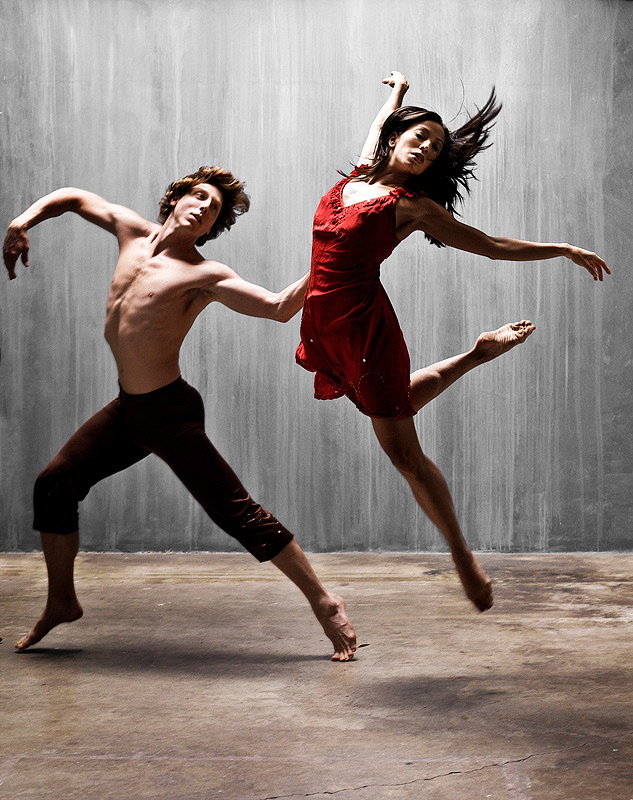
يعد الرقص من أنواع الفنون الأدائية المنتشرة في شتى أنحاء العالم.

الفنون الأدائية أو التعبيرية [بحاجة لمصدر]: (بالإنجليزية: Performing arts)‏ هي شكل من أشكال الفن التي لا تختلف عن الفنون التشكيلية حيث يستخدم الفنان هيئته وجسده الخاص كخامة أو اداة لتنفيذ نوع الفن المقصود بدلاً من استخدام الخامة مثل الطين أو المعدن أو الطلاء والألوان.

مصطلح «الفنون التعبيرية» ظهر للمرة الأولى في اللغة الإنجليزية عام 1711.والفنون التعبيرية (الأدائية) (Performing arts) تختلف عن فن الأداء الحي (Performance art)؛ حيث ان فن الأداء نوع من أنواع الفنون الأدائية التعبيرية بشكل عام.

## أنواع الفنون التعبيرية
من بين الأشكال الرئيسية

الرقص * الموسيقى * أوبرا * مسرح * فنون السيرك

أشكال بسيطة

الألعاب السحرية * تحريك العرائس 

أساليب

الدراما * مأساة * كوميديا * الكوميديا التراجيدية * التمثيل الإيمائي * الهجو * ملحمة * القصيدة الغنائية

## موسيقى
الموسيقى كفرع أكاديمي يركز أساسا على اثنين من المسارات الوظيفية، والأداء، الموسيقى (التي تركز على الأوركسترا وقاعة الموسيقى) والموسيقى والتربية (تدريب المعلمين الموسيقى).
و يتعلم الطلاب العزف على آلة موسيقية، ولكن أيضا دراسة نظرية الموسيقى، علم الموسيقى والتاريخ والموسيقى والتأليف الموسيقي. في تقليد الفنون والموسيقى، كما تستخدم لتوسيع مهارات غير الموسيقيين من مهارات التدريس مثل التركيز والاستماع.

## دراما
«دراما» (اليونانية «للقيام»، «رؤية المكان») هي فرع من فروع الفنون الادائية المعنية يتصرف بها في القصص أمام جمهور باستخدام مزيج من الكلام، لفتة، والموسيقى والرقص والصوت والمشهد في الواقع، أي واحد أو أكثر من عناصر الفنون المسرحية الأخرى.

بالإضافة إلى معيار الحوار أسلوب السرد من المسرحيات والعروض المسرحية أشكالا مثل المسرحيات الموسيقية، أوبرا، باليه والتمثيل الصامت، الرقص الكلاسيكي الهندي، الكابوكي، الارتجال، فن التمثيل الإيمائي والمسرح.

## الرقص

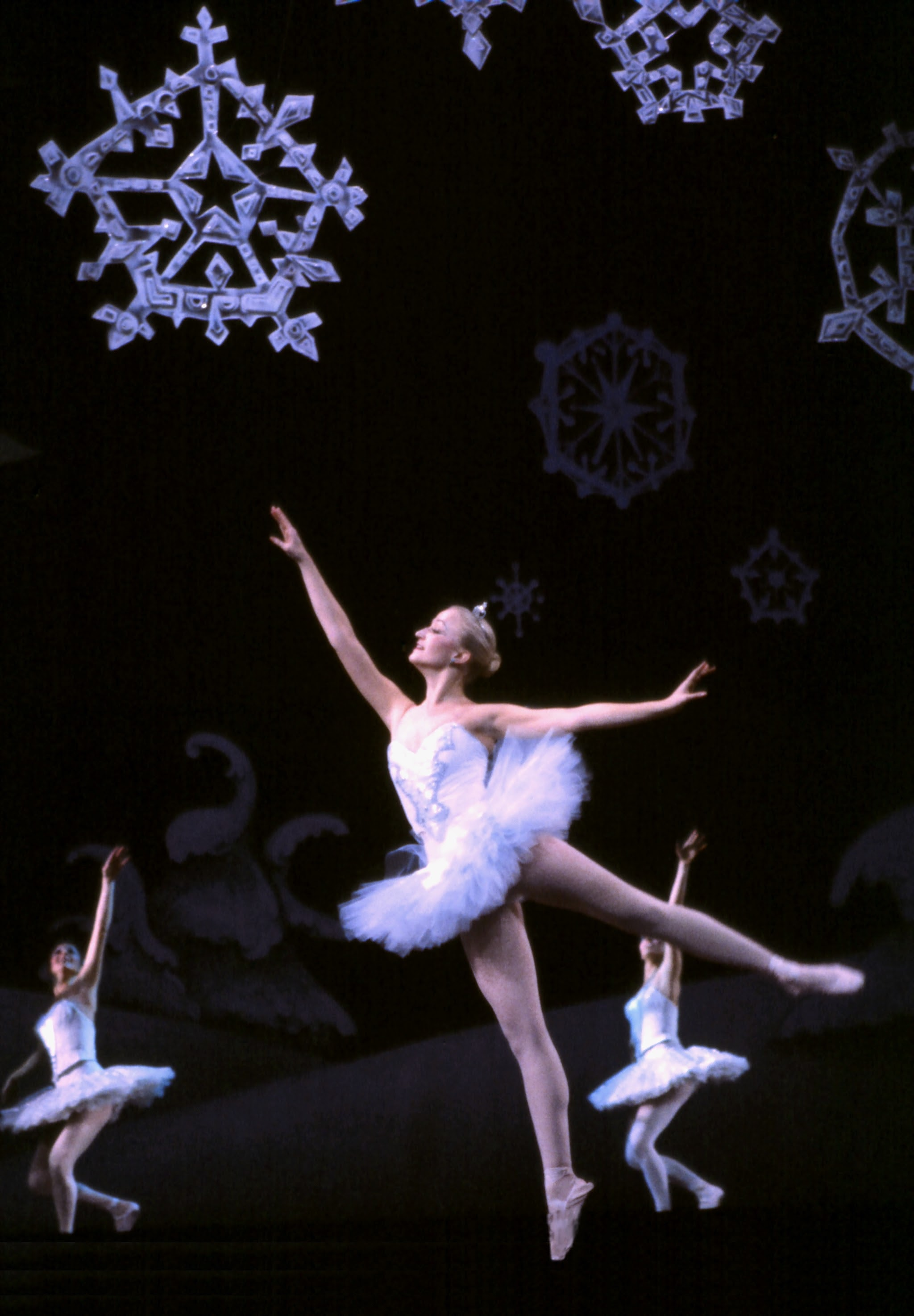
رقصة الثلج

الرقص (من الكلمة الفرنسية القديمة dancer) تشير بصفة عامة إلى حركة الإنسان إما تستخدم كشكل من أشكال التعبير أو قدمت في الروحية الاجتماعية، أو وضع الأداء.

الرقص يستخدم أيضا لوصف أساليب غير لفظية (انظر لغة الجسد) بين البشر أو الحيوانات (رقصة النحلة، رقصة)، الحركة في الجماد (ويترك رقصوا في الريح)، وبعض الأشكال الموسيقية أو الأنواع.
الرقص هو فن جعل الرقصات، والشخص الذي لا يسمى هذا الرقصات.

تعريف ما يشكل تعتمد على الرقص الاجتماعية، الثقافية، والجمالية الفنية والمعنوية القيود وتتراوح حركة الفنية (مثل الرقص الشعبي) إلى تدوين، تقنيات فنان مبدع مثل الباليه. 

في الرياضة، الجمباز، التزلج على الجليد، والسباحة التوقيعية والتخصصات الرقص في حين فنون الدفاع عن النفس «كاتا» في كثير من الأحيان مقارنة مع الرقصات.